# La Démence du boxeur
La Démence du boxeur est un roman de François Weyergans publié le 9 septembre 1992 aux éditions Grasset et ayant reçu le prix Renaudot la même année.

## Éditions
- La Démence du boxeur, éditions Grasset, 1992,  (ISBN 978-2246448518).